# 西村亨
西村 亨（にしむら とおる、1926年1月25日 - 2021年5月23日）は、国文学・民俗学者、慶應義塾大学名誉教授。

## 人物・来歴
東京生まれ。麻布中学から慶應義塾大学文学部へ進む。在学中から折口信夫に師事し、古代学の継承と王朝の和歌・物語を研究。慶應義塾中等部教諭を経て、1970年慶應義塾大学文学部助教授、1974年教授。1980年「恋の文学形成の研究」で文学博士。1989年退職、名誉教授。
2021年5月23日、病気のため死去。95歳没。

## 著書
- 『歌と民俗学』岩崎美術社 1966、新版1983
- 『王朝恋詞の研究』慶應義塾大学言語文化研究所 1972/おうふう（桜楓社）1994
- 『王朝びとの四季』三彩社 1972/講談社学術文庫 1979
- 『旅と旅びと』実業之日本社 1977
- 『折口名彙と折口学』桜楓社 1985
- 『知られざる源氏物語』大修館書店 1996/講談社学術文庫 2005
- 『折口信夫とその古代学』中央公論新社 1999
- 『王朝びとの恋』大修館書店 2003
- 『伏流する古代』大修館書店 2008
- 『源氏物語とその作者たち』文春新書 2010
- 『新考源氏物語の成立』武蔵野書院 2016

### 共著・編著
- 『柳田国男方言文庫目録』慶應義塾大学言語文化研究所 1964
- 『折口信夫事典』大修館書店 1988、新版1998
- 『折口信夫必携』岡野弘彦共編 別冊国文学：学燈社 1993
- 『蜻蛉日記と王朝日記（更級日記・和泉式部日記・土佐日記）－男と女、それぞれの"日記文学"』竹西寛子共著 世界文化社（日本の古典に親しむ）2006

## 論文
- CiNii>西村亨